# Botanophila consolata
Botanophila consolata är en tvåvingeart som först beskrevs av Huckett 1966.  Botanophila consolata ingår i släktet Botanophila och familjen blomsterflugor.
Artens utbredningsområde är Kalifornien. Inga underarter finns listade i Catalogue of Life.